# Kralupy nad Vltavou
Kralupy nad Vltavou (Tjekkisk udtale: [ˈkralupɪ ˈnad vl̩tavou]; tysk: Kralup an der Moldau) er en by i Mělník-distriktet i den tjekkiske region Centralbøhmen i Tjekkiet. Den har omkring 19.000 indbyggere. Den er kendt som trafikknudepunkt og industriby. Landsbyerne Lobeček, Mikovice, Minice og Zeměchy er en del af kommunen.

## Geografi
Kralupy nad Vltavou ligger omkring 16 km nord for Prag. Den ligger på grænsen mellem tre geomorfologiske regioner: Centrale Elb-plateau i nordøst, Nedre Eger plateau i nordvest og Prague plateau i syd. Det højeste punkt er 284 meter over havets overflade. Floden Vltava (Moldau) løber gennem byen.

## Historie
Den første skriftlige pålidelige omtale af Kralupy er fra 1253. Det var oprindeligt en landsby ved det lokale vadested. Fra grundlæggelsen til 1848 var den hovedsageligt ejet af Korsridderne med den Røde Stjerne, bortset fra fire påtvungne korte pauser. Den havde tilhørt den samme myndighed i seks hundrede år, hvilket er et sjældent tilfælde.
Da betydningen af Kralupy-flodens vadested ophørte, beskæftigede indbyggerne sig mest med landbrug. Der var tradition for at dyrke og tørre frugt her. I 1851 blev den statslige jernbanelinje fra Prag til Dresden sat i drift, og i 1856 åbnede Buštěhrad-linjen med omladningsdokken på Vltava-floden. Dette lagde grunden til jernbaneknudepunktet Kralupy, som blev udvidet i 1865 med bygningen af linjen Kralupy-Turnov. Udviklingen af flodskibsfarten havde ført til reguleringen af Vltava i 1894. Jernbanen og flodtransporten stimulerede en hurtig befolkningstilvækst og en generel økonomisk udvikling Mange virksomheder blev etableret, og prisen på jord steg.
Byens beliggenhed er årsag til hyppige, ødelæggende oversvømmelser, som kom i 1784, 1845 og 1890. Byens centrum blev også beskadiget af oversvømmelserne i 2002.

## Galleri
- Rådhus
- Jernbanestation
- Bypanorama
- T. G. Masaryk-broen
- Statue af maleren Georges Kars